# Loxostege intinctalis
Loxostege intinctalis là một loài bướm đêm trong họ Crambidae.